# Nexon
NEXON Corporation (koreansk: 넥슨) er en koreansk virksomhed, der udvikler videospil og online spil. Virksomheden har hovedsæde i Seoul i Sydkorea.
Blandt virksomhedens produkter er Maplestory, Combat Arms, Mabinogi, Dungeon fighter online og iTCG online. Nexon har flere millioner spillere. 
| Sydkorea | Spire Denne artikel om et firma eller en virksomhed i Sydkorea er en spire som bør udbygges. Du er velkommen til at hjælpe Wikipedia ved at udvide den. |